# Cylindromasicera prima
Cylindromasicera prima là một loài ruồi trong họ Tachinidae.